# 18924 Vinjamoori
18924 Vinjamoori este un asteroid din centura principală de asteroizi.

## Descriere
18924 Vinjamoori este un asteroid din centura principală de asteroizi. A fost descoperit pe 3 august 2000 la Socorro, New Mexico, în cadrul proiectului LINEAR. Asteroidul prezintă o orbită caracterizată de o semiaxă mare de 2,38 ua, o excentricitate de 0,13 și o înclinație de 6,8° în raport cu ecliptica.